# Агті Пеккала
Агті Пеккала (фін. Ahti Antti Johannes Pekkala; 20 грудня 1924, Гаапавесі, Фінляндія — 23 серпня 2014, Гаапавесі, Фінляндія) — фінський державний діяч, Голова парламенту Фінляндії (1978–1979).

## Життєпис
Спікер парламенту Фінляндії, Міністр фінансів Фінляндії, заступник прем'єр-міністра Фінляндії.
Діяльність почав інспектором страхової компанії «Auran» (1948–1951), потім працював учителем середньої школи (1951–1952).
У 1952–1985 — директор кооперативного банку.
Обирався депутатом парламенту від Партії центру (1970–1986).
У 1971–1986 — заступник голови цієї партії.
- 1976–1978 — заступник голови,
- 1978–1978 — голова парламенту Фінляндії,
- 1979–1986 — міністр фінансів Фінляндії, одночасно заступник прем'єр-міністра (1982–1983),
- 1986–1991 — губернатор Оулу.